# Heinrich von Treskow

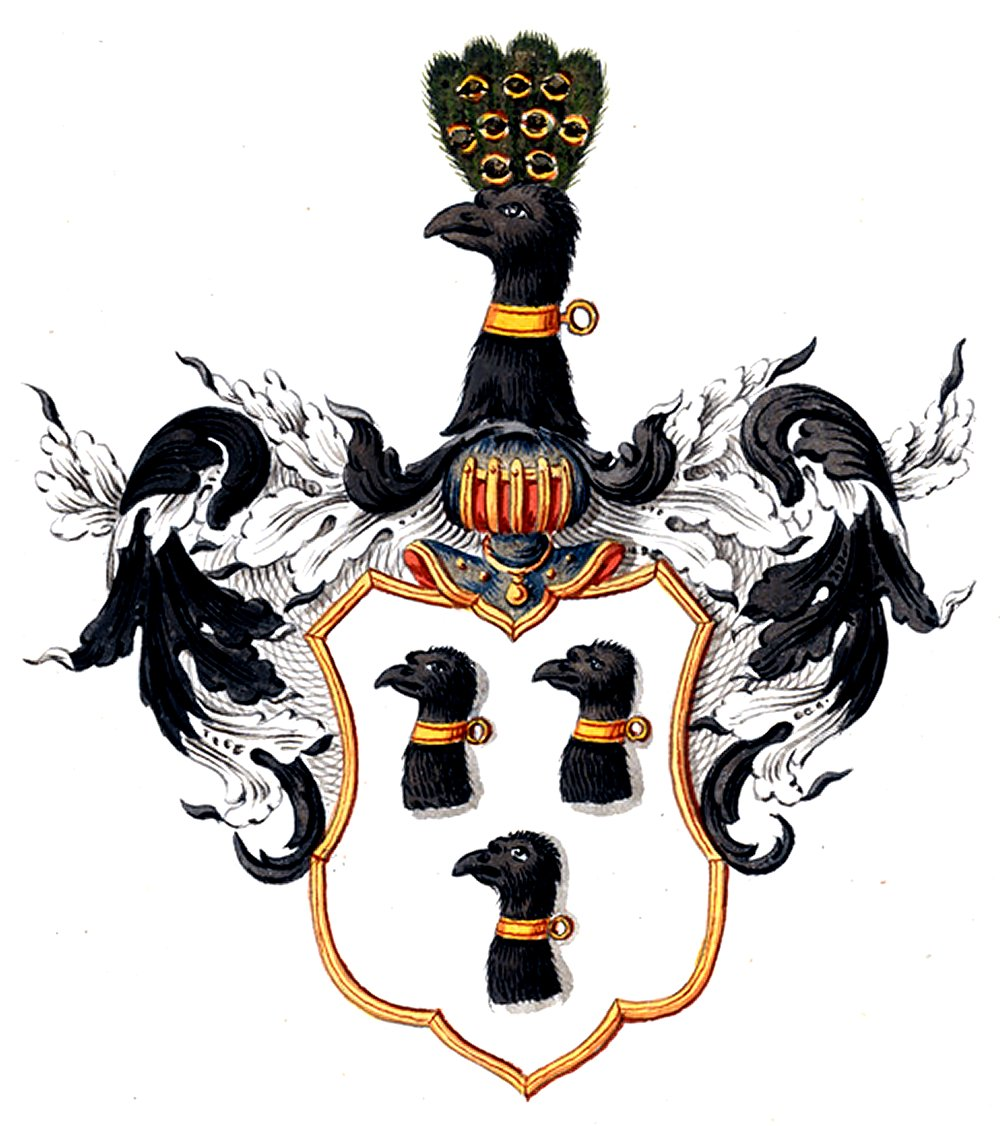
Wappen derer von Treskow

Heinrich Alexander von Treskow (* 25. Oktober 1840 in Radojewo (Radojewie) bei Owińska; † 27. Mai 1927 ebenda) war ein preußischer Offizier, zuletzt Generalleutnant.

## Leben

### Herkunft

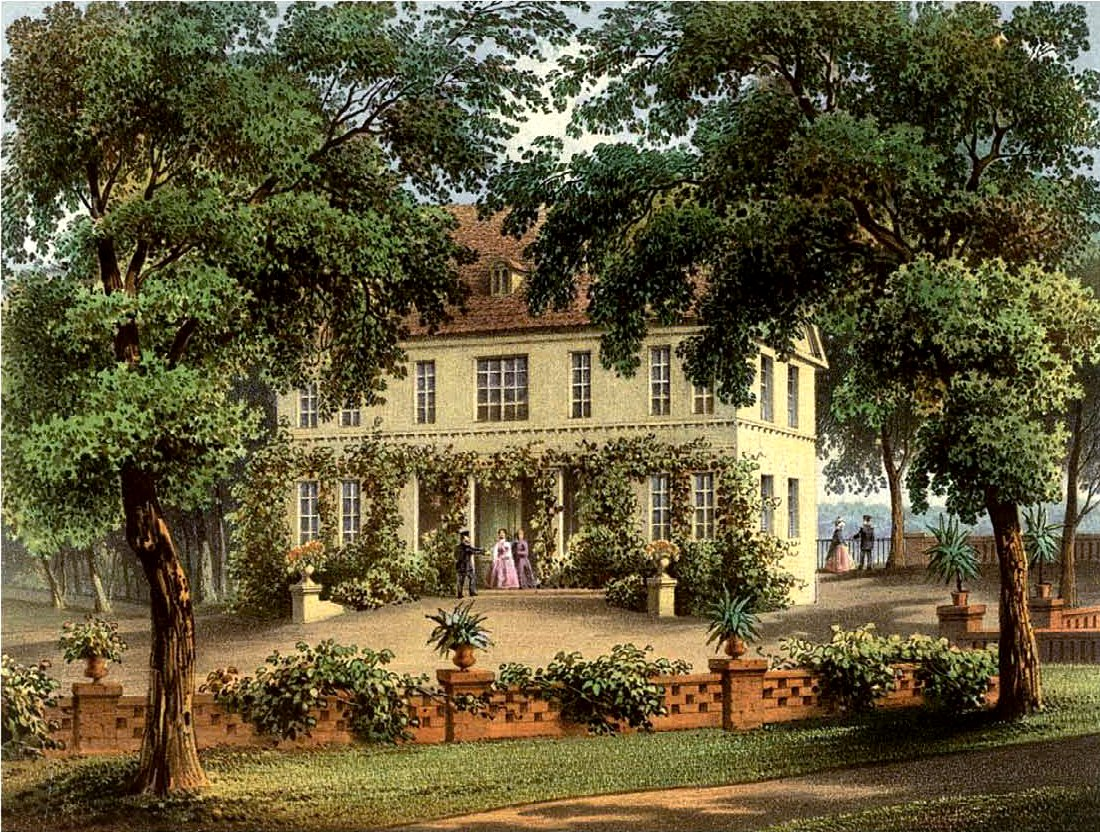
Rittergut Radojewo um 1863

Er entstammte dem märkischen Adelsgeschlecht von Treskow und war der Sohn des Rittergutsbesitzers Heinrich von Treskow (1795–1861) und dessen Ehefrau Antonie, geborene von Bünting (1811–1860), Tochter der Antoinette Tugendreich von Borcke und des Militärintendanten Carl von Bünting, zuletzt als Major. Mit seinen zwölf Brüdern traf er sich alljährlich auf dem väterlichen Gut.

### Militärlaufbahn
Treskow trat am 1. März 1859 als Avantageur in das 7. Infanterie-Regiment der Preußischen Armee in Posen ein und wurde dort am 13. November zum Portepee-Fähnrich ernannt. Durch A.K.O. vom 5. Mai 1860 wurde aus den drei Landwehr-Stamm-Bataillonen in Jauer, Hirschberg und Löwenberg das 7. kombinierte Infanterie-Regiment formiert. Durch eine A.K.O. vom 4. Juli 1860 änderte sich die Benennung des 7. Regiments in 2. Westpreußisches Grenadier-Regiment (Nr. 7) und die des 7. kombinierten Regiments in 2. Niederschlesisches Infanterie-Regiment Nr. 47. Während des Deutsch-Dänischen Krieges war sein Regiment in Dänemark, nahm aber an keinen Kampfhandlungen teil. Unter Beförderung zum Sekondeleutnant folgte am 18. August 1860 seine Versetzung in das 2. Niederschlesische Infanterie-Regiment Nr. 47. Seit dem 11. November 1861 war Treskow Bataillonsadjutant. Im Deutschen Krieg nahm er an den Kämpfen bei Nachod und Skalitz teil. Dort wurde er an der rechten Hand schwer verwundet. Zum 1. Oktober 1864 endete seine Tätigkeit als Adjutant. Nachdem Treskow am 30. Oktober 1866 zum Premierleutnant befördert worden war, kam er am 24. September 1867 an die Unteroffizierschule in Potsdam. Hier diente er zunächst als Kompanieoffizier und vom 3. September 1868 bis zum 23. Juli 1870 als Kompanieführer.
Mit der Mobilmachung anlässlich des Krieges gegen Frankreich kehrte Treskow zu seinem Regiment zurück, nahm an den Kämpfen bei Weißenburg teil und wurde in der Schlacht bei Wörth am rechten Ohr leicht verwundet. Vom 9. September 1870 bis zum 10. März 1871, also auch am Tage der Kaiserproklamation, fungierte er als Platzmajor von Versailles. In dieser Zeit nahm Treskow bis zum Vorfrieden auch an der Belagerung von Paris teil.
Seit dem 26. Februar 1871 war er zur Dienstleistung bei der Abteilung für die persönlichen Angelegenheiten beim Kriegsministerium kommandiert. Hier wurde er am 27. Mai 1871 seinem ersten Regiment, das nunmehr Königs-Grenadier-Regiment (2. Westpreußisches) Nr. 7 hieß, aggregiert und am 3. Juni 1871 zum Hauptmann befördert. Mit einem Patent vom 24. September 1870 folgte am 1. April 1876 seine Stellung à la suite des 2. Hanseatischen Infanterie-Regiments Nr. 76. Unter gleichzeitiger Beförderung zum überzähligen Major wurde Treskow am 12. Dezember 1876 in das Kriegsministerium versetzt. Daran schloss sich am 6. Mai 1880 unter Überweisung zum Großen Generalstab seine Versetzung in den Generalstab der Armee an und er wurde als Generalstabsoffizier zur V. Armee-Inspektion nach Karlsruhe kommandiert. 
Am 12. Februar 1884 zum Oberstleutnant befördert, wurde Treskow am 20. September unter Entbindung von seinem Kommando als etatmäßiger Stabsoffizier in das Grenadier-Regiment „König Friedrich Wilhelm IV.“ (1. Pommersches) Nr. 2 in Stettin versetzt. Als solcher war er vom 29. September bis zum 9. Oktober 1885 auf einem Informationskursus an der Infanterieschießschule in Spandau. Am 14. April 1887 wurde er mit der Führung des 6. Thüringischen Infanterie-Regiments Nr. 95 mit Garnison in Gotha, Hildburghausen und Coburg à la suite desselben beauftragt. Mit seiner Beförderung zum Oberst am 16. Juli 1887 wurde er zum Regimentskommandeur ernannt. Unter Stellung à la suite des Regiments folgte am 15. Februar 1890 seine Versetzung in das Kriegsministerium nach Berlin. Dort setzte man ihn als Abteilungschef ein und beförderte Treskow am 24. März zum Generalmajor. Zur Vertretung Paul von Rheinbabens, Kommandeur der 38. Infanterie-Brigade, wurde Treskow am 24. Januar 1891 nach Hannover befohlen und am 9. Februar zu dessen Kommandeur ernannt. Zum Kommandanten von Danzig wurde er am 27. Januar 1893 ernannt und erhielt am 17. Juni den Charakter als Generalleutnant. Zum 16. Juni 1896 wurde Treskow in Genehmigung seines Abschiedsgesuches mit der gesetzlichen Pension zur Disposition gestellt.

### Familie
Treskow hatte sich am 12. Juli 1871 in Aarhus mit Emma Bering Liisberg verheiratet. Er hatte die Tochter des Kaufmanns und Brauereibesitzers Hans Laurits Bering Liisberg während des Deutsch-Dänischen Krieges in Aarhus kennengelernt. Nach seiner Rückkehr aus dem Deutsch-Französischen Krieg fuhr er umgehend nach Dänemark um sie zu heiraten. Aus der Ehe gingen zwei Kinder hervor:
- Waldemar von Treskow (* 20. September 1872; † 21. Juli 1918), Jurist,[3] kgl. preuß. Reg. - Rat, Rittmeister d. R. d. 2. Leib-Husaren-Regiment „Königin Viktoria von Preußen“ Nr. 2, zul. i. e. Fuß-Artillerie-Bataillon,[4] im Felde Führer e. Munitionskolonne;[5] verheiratet mit Irma Strüvy (* 24. Juni 1889; † 19. Januar 1980), vier Kinder[6]
- Ellen Margarethe Hedwig von Treskow (* 6. Januar 1882 in Karlsruhe; † 27. Januar 1952 in Kiel)

Nachdem Margarethe 1907 ihren Cousin Hermann von Treskow-Radojewo (* 25. März 1872 in Radojewo; † ermordet 11. September 1939 in Wathbrücken) geheiratet hatte, wurde sie Gutsfrau auf Herrenhaus Radojewo. Die ganze Familie zog auf das Familiengut bei Posen zurück.

## Auszeichnungen
- Stern zum Roten Adlerorden II. Klasse mit Schwertern am Ring[8]
- Stern zum Kronenorden II. Klasse[8]
- Eisernes Kreuz I. Klasse[8]
- Ritter I. Klasse des Friedrichs-Ordens mit Schwertern[8]
- Kommandeur II. Klasse des Dannebrogordens[8]
- Orden der Eisernen Krone II. Klasse[8]
- Komtur II. Klasse des Herzoglich Sachsen-Ernestinischen Hausordens mit Schwertern[8]

## Verweise